# La maschera di porpora
La maschera di porpora è un film del 1955, diretto dal regista H. Bruce Humberstone.

## Trama
Parigi, 1803. Il conte René de Traviere, nascondendo il volto sotto una misteriosa maschera di porpora, libera un nobile che il Primo Console Napoleone ha fatto arrestare e condannare alla ghigliottina. René è appoggiato da un gruppo di realisti antinapoleonici che operano in una sartoria; tra di essi ci sono la bella Laurette, immediatamente attratta dal conte de Trevières, e Madame Valentine, proprietaria della sartoria.
Laurette seduce il capitano Laverne, al quale strappa delle informazioni che permettono a Renè di catturare il ministro della polizia e a farsi consegnare un riscatto in cambio della sua liberazione. Napoleone affida a Brisquet, suo uomo di fiducia, l'incarico di rintracciare e arrestare la Maschera di Porpora. Nel frattempo la polizia arresta il gruppo di congiurati e tutti, comprese Laurette e Madame Valentine, vengono condannati alla ghigliottina. L'unica speranza per loro è la "Maschera" che, dopo aver sconfitto Brisquet, raggiunge un compromesso con Napoleone e riesce a liberare i condannati.

## Curiosità
Il film è tratto dall'opera teatrale Le Cavalier au masque di Paul Armont e Jean Manoussi del 1913, un rifacimento parodistico di La primula rossa, personaggio letterario nato all'inizio del '900 per mano dell'ungherese Emma Orczy.